# Cichociemni (singel)
Cichociemni – singel polskiego rapera Kizo z gościnnym udziałem ReTo i Borixona z albumu studyjnego Czempion. Singel został wydany 17 stycznia 2019 roku. Tekst utworu został napisany przez Patryka Wozińskiego, Igora Bugajczyka i Tomasza Boryckiego.
Nagranie uzyskało certyfikat platynowej płyty w 2020 roku.
Singel zdobył ponad 18 milionów wyświetleń w serwisie YouTube (2023) oraz ponad 10 milionów odsłuchań w serwisie Spotify (2023).

## Nagrywanie
Utwór został wyprodukowany przez APmg. Tekst do utworu został napisany przez Patryka Wozińskiego, Igora Bugajczyka i Tomasza Boryckiego.

## Twórcy
- Kizo, ReTo, Borixon – słowa[1][2]
- Patryk Woziński, Igor Bugajczyk, Tomasz Borycki – tekst[1][2]
- APmg – produkcja[1]

## Certyfikaty
| Kraj          | Certyfikat      |
| ------------- | --------------- |
| Polska (ZPAV) | platynowa płyta |